# Asunder, Sweet and Other Distress
| Đánh giá chuyên môn | Đánh giá chuyên môn |
| Điểm trung bình     | Điểm trung bình     |
| Nguồn               | Đánh giá            |
| ------------------- | ------------------- |
| Metacritic          | 84/100              |
| Nguồn đánh giá      |                     |
| Nguồn               | Đánh giá            |
| AllMusic            | [ 3 ]               |
| A.V. Club           | A-                  |
| Drowned in Sound    | [ 5 ]               |
| The Guardian        | [ 6 ]               |
| Paste               | 9.3/10              |
| Pitchfork           | 7.6/10              |
| Spin                | [ 9 ]               |
| Sputnikmusic        | [ 10 ]              |

Asunder, Sweet and Other Distress (cách điệu 'Asunder, Sweet and Other Distress') là albm phòng thu thứ năm của ban nhạc post-rock người Canada Godspeed You! Black Emperor, phát hành ngày 31 tháng 3 năm 2015. Đây là album đơn đầu tiên của ban nhạc kể từ F♯ A♯ ∞. Album được thu âm với Greg Norman tại các phòng thu ở Bắc Carolina và Montreal.
Ngày 24 tháng 2 năm 2015; ban nhạc đăng một đoạn của track "Peasantry or 'Light! Inside of Light!'" lên SoundCloud và công bố việc phát hành album.

## Tiếp nhận đánh giá
Album nhận được đánh giá tích cực từ các nhà phê bình. Tại trang web Metacritic, album nhận được điểm trung bình là 84 trên thang điểm 100, dựa trên 19 bài đánh giá.

## Danh sách bài hát
Bốn track của album dựa trên "Behemoth", được biểu diễn nhiều lần từ 2012 và trước đó được thu âm trực tiếp cho loạt We Have Signal.
| STT | Nhan đề                                  | Thời lượng |
| --- | ---------------------------------------- | ---------- |
| 1.  | "Peasantry or 'Light! Inside of Light!'" | 10:28      |
| 2.  | "Lambs' Breath"                          | 9:52       |
| 3.  | "Asunder, Sweet"                         | 6:13       |
| 4.  | "Piss Crowns Are Trebled"                | 13:50      |

## Thành phần tham gia
Godspeed You! Black Emperor
- Thierry Amar – bass guitar, double bass
- David Bryant – guitar điện, Portasound, organ, drones
- Aidan Girt – trống
- Timothy Herzog – trống và drones
- Efrim Menuck – guitar điện
- Mike Moya – guitar điện
- Mauro Pezzente – bass guitar
- Sophie Trudeau – violin, drones
- Karl Lemieux – dự án phim 16mm

Thành phần kỹ thuật
- Greg Norman – thu âm, phối khí
- Harris Newman tại Greymarket – master

## Bảng xếp hạng
| Bảng xếp hạn (2015) | Vị trí cao nhất |
| ------------------- | --------------- |
| UK Albums Chart     | 37              |